# 860
Năm 860 là một năm trong lịch Julius.

## Sinh
- Khúc Hạo, Vua tự chủ,Nhà cải cách Việt nam (m. 917)